# Volders

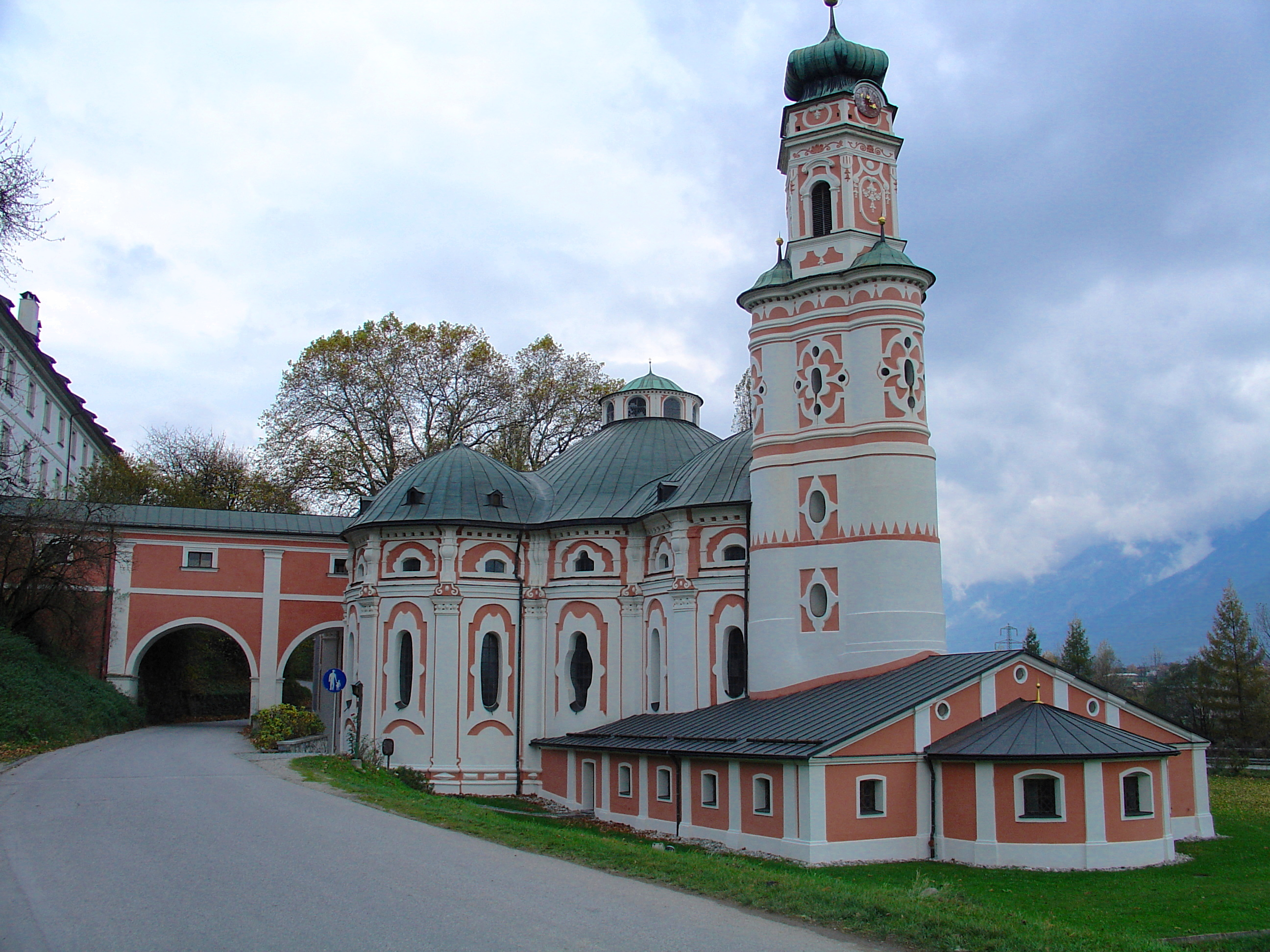
La chiesa di San Carlo Borromeo

Volders è un comune austriaco di 4 427 abitanti nel distretto di Innsbruck-Land, in Tirolo.